# Pornograf (powieść)

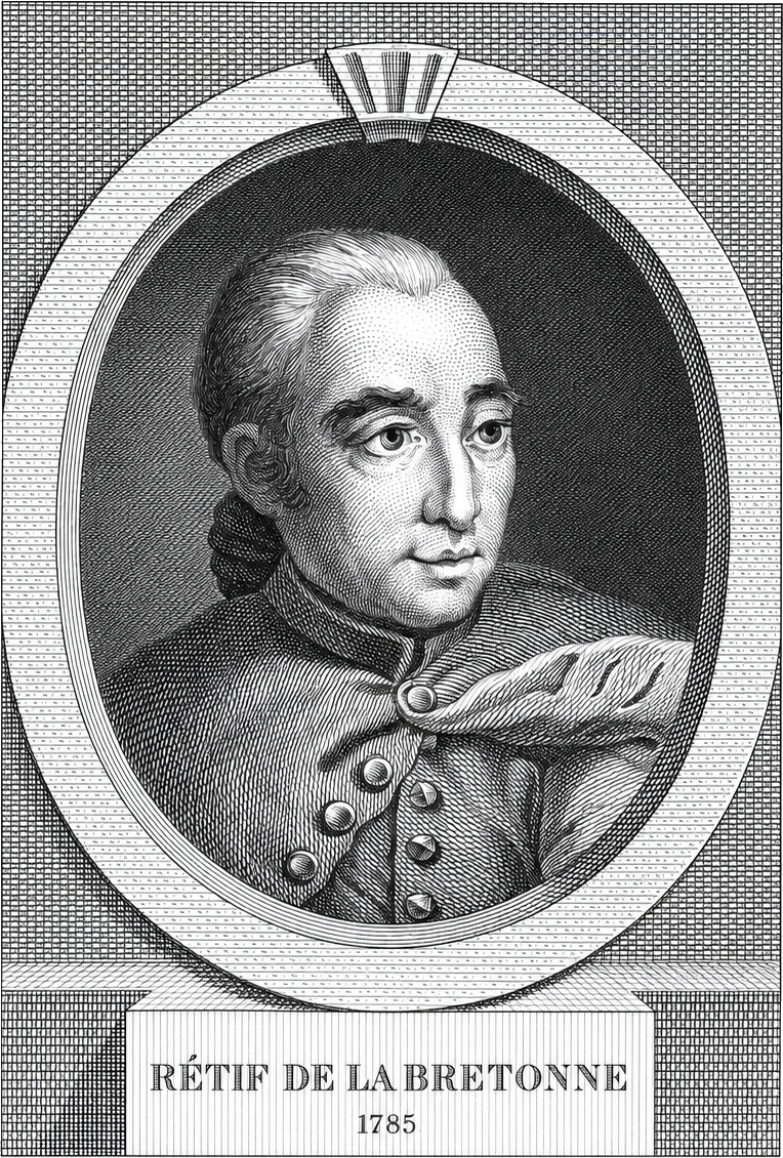
Restif de la Bretonne

Pornograf (oryg. fr. Le Pornographe ou Idées d’un honnête homme sur un projet de règlement pour les prostituées, propres à prevenir les malheurs qu'occasionne le publicisme des femmes, avec des notes historiques et justificatives) – powieść epistolarna Nicolasa Edme’a Restifa de La Bretonne, opublikowana po raz pierwszy w 1769.

## Okoliczności powstania utworu
Restif de la Bretonne, sam prowadząc libertyński tryb życia, uważał się za autora-moralistę. Dlatego w części swoich utworów fabularnych zawarł własne teoretyczne koncepcje zwalczania zjawiska prostytucji oraz libertynizmu rozumianego jako poszukiwanie coraz bardziej nietypowych doznań seksualnych.
W 1746 we Francji została wydana praca Jeana-Pierre’a Moëta Kodeks Cytery, w której autor przedstawiał projekt poddania prostytutek i domów publicznych pełnej kontroli państwowej. Restif de la Bretonne rozwinął projekt Moëta w swoim dziele, uzupełniając go o poczynione przez siebie obserwacje.

## Treść
Bohater utworu, d'Alzan, w młodości prowadził życie libertyna. Zakochał się jednak w Urszuli de Roselle, młodej i cnotliwej pannie, co skłoniło go do podjęcia próby odpokutowania za wcześniejsze postępowanie. W listach do przyjaciela, pana Des Tianges, przedstawia projekt uregulowania dostępu do płatnych usług seksualnych oraz objęcia ich pełną kontrolą.

### Typologia prostytutek
Restif de la Bretonne przedstawił w utworze opracowaną przez siebie klasyfikację kobiet trudniących się prostytucją, opartą na własnych obserwacjach. Wszystkie prostytutki podzielił na 12 kategorii:
- utrzymanki (fr. filles entretenues) – kobiety pozostające na utrzymaniu jednego lub kilku mężczyzn,
- dziewczęta publiczne de facto (fr. filles publiques par état) – kobiety zatrudnione oficjalnie jako aktorki lub chórzystki w teatrach, prowadzące swobodny tryb życia,
- półutrzymanki (fr. demi-entretenues) – młode kobiety żyjące pod opieką właścicielek domów publicznych, niemniej nietraktowane przez nie jako prostytutki,
- półcnotki (fr. filles de moyen vertu) – kobiety utrzymujące się na co dzień z pracy fizycznej, trudniące się prostytucją okazjonalnie w razie kłopotów finansowych,
- kurtyzany (fr. courtisanes) – kobiety prowadzące własny salon, przyjmujące klientów w domu,
- damy światowe (fr. femmes du monde) – zamożne kobiety trudniące się prostytucją okazjonalnie, za pośrednictwem stręczycielek,
- panienki (fr. demoiselles) – dziewczęta utrzymywane w ukryciu w domach publicznych, których usługi oferowane są jedynie najzamożniejszym, zwykle starszym klientom,
- nierządnice (fr. raccrochantes) – kobiety żyjące samotnie i utrzymujące się jedynie z prostytucji, żyjące oszczędnie i traktujące poważnie swoje zajęcie,
- ladacznice (fr. boucaneuses) – prostytutki żyjące na stałe w domach publicznych, pod opieką ich kierowniczek,
- ulicznice (fr. raccrocheuses) – przebywające poza domami publicznymi prostytutki oferujące usługi seksualne za znacznie niższą cenę,
- prostytutki uliczne (fr gouines) – prostytutki żyjące w zupełnej nędzy, oferujące usługi za najniższą cenę, często zakażone chorobami wenerycznymi.

Restif de la Bretonne uważał przy tym, że każda kobieta zaliczona do jednej z kategorii jest poważnym zagrożeniem społecznym, gdyż przyczynia się do propagowania libertyńskiego trybu życia i wyuzdania seksualnego, niszczenia rodzin oraz roznoszenia chorób wenerycznych. Twierdził równocześnie, że całkowita likwidacja prostytucji jest niemożliwa, państwo mogłoby jedynie ograniczyć jej zasięg i wypromować nowy jej model. Restif de la Bretonne domagał się przeprowadzenia przez rząd reformy domów publicznych i wprowadzenia surowych kar zarówno dla prostytutek, jak i dla klientów, którzy nie będą stosować się do jej postanowień. Nie wątpił przy tym, że zmiana systemu dostępu do prostytucji przełoży się zarówno na zadowolenie klientów, jak i na sytuację kobiet świadczących takie usługi.

### Projekt reformy domów publicznych
Restif de la Bretonne postulował powstanie państwowej sieci domów publicznych noszących nazwę partenionów, w których miałyby zamieszkiwać wszystkie kobiety świadczące usługi seksualne. Zgłaszanie się kandydatek na prostytutki miałoby być całkowicie dobrowolne i uzasadnione jedynie od woli kobiety (a nie np. rodziny). Każda chętna miałaby być poddawana szczegółowym badaniom lekarskim. W partenionie kobiety żyłyby pod opieką guwernantek oraz pod nadzorem dwunastoosobowej rady złożonej z obywateli o doskonałej opinii, niekorzystających z usług prostytutek. Żyjące w domu kobiety miały być dzielone na kategorie wiekowe. Restif de la Bretonne uważał 16 lat za graniczny wiek pozwalający każdej dziewczynie na podjęcie życia w partenionie, przy czym dopuszczał również udzielenie zezwolenia na prostytucję czternastolatkom "których wcześnie ujawniony temperament przyzwalałby na dopuszczenie do nich mężczyzn". Górną granicą wiekową było 45 lat. Cena za usługi seksualne miała być zależna od wieku prostytutki oraz pory dnia; najdroższe usługi oferowały kobiety w wieku 16-18 lat w godzinach nocnych.
Parteniony miały być zakładane w peryferyjnych dzielnicach miast, zaś klienci mogliby wchodzić do nich zamaskowani. Po dokonaniu wyboru prostytutki musiałby jednak odsłonić twarz – w razie odmowy byłby natychmiast usuwany z budynku. Wybrana kobieta miałaby prawo odmowy świadczenia usługi konkretnemu klientowi. Państwo miało w pełni nadzorować wachlarz usług oferowanych w partenionach; wszelkie zachowania perwersyjne miały być surowo karane. Prostytutki młodsze niż 25 lat mogły przyjmować dziennie 3 klientów; starsze – nieograniczoną liczbę, gdyż Restif de la Bretonne uważał je za niezdolne do zajścia w ciążę. Kobiety żyjące w partenionach miały otrzymywać doskonałe ubranie oraz jedzenie, pozostawać pod stałą opieką lekarską, okazjonalnie wyjeżdżać na przedstawienia teatralne i żyć według uregulowanego planu dnia. W wieku 45 lat prostytutka musiała zaprzestać wykonywania zawodu, pozostawała jednak w partenionie jako rezydentka, utrzymywana przez państwo. Możliwość opuszczenia na stałe partenionu istniała tylko w ograniczonych przypadkach: odziedziczenia wysokiego spadku, poślubienia klienta, który zakochał się w niej, poznając ją w partenionie (i ukończył 30 lat).
Kobiety żyjące w partenionach nie miałyby prawa do używania środków antykoncepcyjnych; były zobowiązane do rodzenia dzieci, zaś na czas ciąży oferowano im specjalne traktowanie i opiekę. Dzieci urodzone w partenionach miały mieć ograniczony kontakt z matką; po rozpoznaniu ich uzdolnień kierownictwo zakładu kierowało je, na własny koszt, na zgodną z nimi naukę. Jedynie dziecko będące owocem związku ze stałym kochankiem, deklarującym chęć poślubienia prostytutki, mogło zostać przekazane ojcu i wychowane poza partenionem.
Znacząca część Pornografa poświęcona była polemice z przyszłymi przeciwnikami poglądów wyłożonymi przez autora w dziele. Restif de la Bretonne był przekonany, że jego koncepcje prędzej czy później zostaną docenione przez rząd francuski i wprowadzone w życie. W opublikowanych 20 lat później Nocach paryskich jeden z bohaterów opisuje swój sen, w którym ujrzał domy publiczne w roku 1888, zreformowane według projektu zawartego w Pornografie. Dzieło przeszło jednak bez większego echa. W ocenie późniejszych krytyków było cenione raczej za fragmenty zawierające obserwacje autora w kwestii współczesnego mu życia prostytutek, niż partie poświęcone postulowanej reformie.
Według Jerzego Łojka koncepcja reformy domów publicznych przedstawiona przez Restifa de la Bretonne, ograniczona do niektórych elementów (walka z prostytucją niekontrolowaną, zamknięcie kobiet w nadzorowanych domach publicznych) zainspirowała dziewiętnastowieczne prawodawstwo w sprawie prostytucji we Francji napoleońskiej oraz w Austrii Józefa II.